# Kloster Rivalta di Torino
Das Kloster Rivalta di Torino war eine Zisterzienserabtei in der heutigen Region Piemont, Italien. Es lag 17 km südwestlich von Turin in der gleichnamigen heutigen Metropolitanstadt in der Gemeinde Rivalta di Torino, östlich des Ortszentrums.

## Geschichte
1137 wurde in Rivalta ein Haus für Augustiner-Regularkanoniker gegründet, das von den Grafen von Savoyen-Piemont reich ausgestattet wurde. Die Kirche war den Aposteln Petrus und Andreas geweiht. Nachdem das Haus nach einem Jahrhundert in Armut verfallen war, mussten es die Augustiner verkaufen. 1254 wurde es von der Zisterzienserabtei Sestri Ponente aus der Filiation von Kloster Cîteaux erworben. Sestri Ponente entsandte auch den Gründungskonvent unter dem Abt Bartolomeo. Nach rund 40 Jahren wurde das Kloster dem Kloster Staffarda unterstellt. Später fiel es in Kommende, trat jedoch 1497 der lombardischen Provinz der italienischen Zisterzienserkongregation bei. Die Kommende führte zum Niedergang des Klosters und zum Verfall der Anlage. 1770 wurde das Kloster von Papst Klemens XIV. aufgehoben (nach anderen Angaben ist die Aufhebung erst 1792 erfolgt). In den Komplex zog die Mittelschule Don Milani ein.

## Anlage und Bauten
Von der mittelalterlichen Anlage haben sich, soweit ersichtlich, in dem barocken Klostergebäude, das von einigen auf den Architekten Filippo Juvarra zurückgeführt wird, verbaute Reste erhalten. Das Kloster ist 2002 bis 2005 restauriert und verschiedenen kulturellen Nutzungen zugeführt worden.